# رودخانه دوفین (سنت لوسیا)
رودخانه دوفین (سنت لوسیا) رودخانه ای در محله گروس آیلت، سنت لوسیا است.